# Vauban-Esquermes
Pour les articles homonymes, voir Vauban (homonymie).
Vauban-Esquermes [vobɑ̃ ekɛʁm] est un quartier situé à l'ouest de Lille, à vocation résidentielle et traditionnellement étudiant.
Il abrite notamment la citadelle, le bois de Boulogne, le jardin Vauban, le zoo de Lille, Le P'tit Jacques, le palais Rameau et le campus Vauban de l'Université catholique, ainsi que de nombreux lycées privés et écoles supérieures. Ce quartier de 200 hectares (dont 50 d'espaces verts) est en croissance démographique depuis 1990 et compte 18 315 habitants en 2010. Il accueille environ 15 000 étudiants.
L'architecture du quartier est assez hétérogène : à Vauban, sont encore fortement présents des maisons de maître (parfois transformées en studios) et des hôtels particuliers du XIXe siècle, tandis qu'à Esquermes, on trouve beaucoup de maisons individuelles de bonne qualité mais aussi des logements sociaux et des courées.

## Histoire
Le quartier est formé de deux parties 
- au sud de la citadelle, l'ancien faubourg de la Barre et le territoire environnant peu construit jusqu'au milieu du XIXe siècle s'étendant à l'ouest de l'actuelle rue Nationale qui correspond au quartier Vauban. Ce territoire constituait la partie nord de l'ancienne commune de Wazemmes.
- au sud des actuelles rues Lestiboudois, Jean-Levasseur et Henri-Loyer, une partie de l'ancienne commune d'Esquermes dont le village s'étendait de part et d'autre de l'actuelle rue d'Esquermes qui forme la limite avec le quartier actuel de Wazemmes.

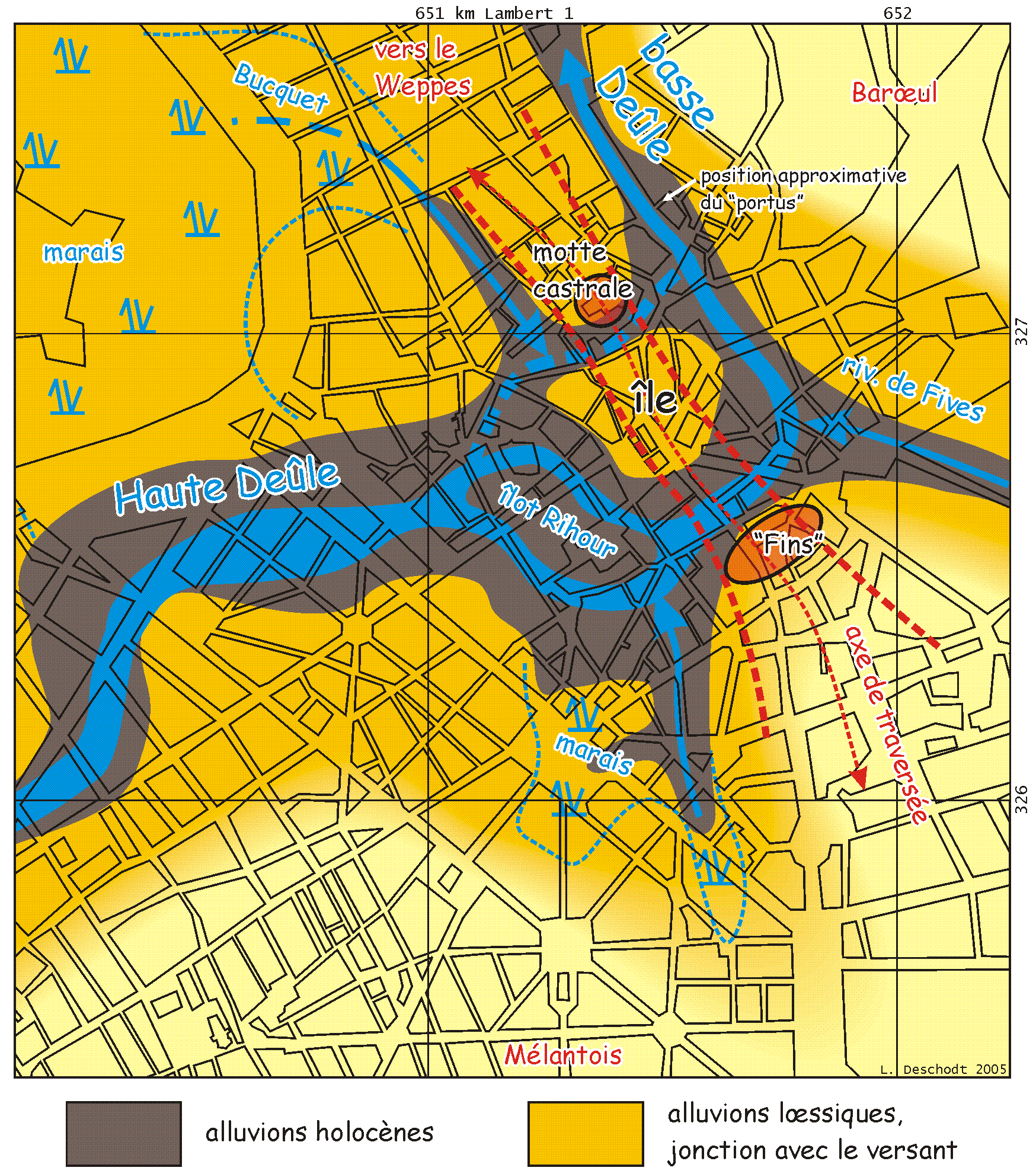
Site de Lille

Le territoire du futur quartier Vauban est situé en grande partie dans le lit primitif de la Haute-Deûle, très large jusqu'à sa canalisation et la création de canaux de dérivation (canal des Stations et canal Vauban).
De 1669 jusqu'au  milieu du XIXe siècle, cet espace marécageux était parcouru par deux cours d'eau principaux.
- d'Esquermes (aux environs de l'actuelle place du Maréchal Leclerc), jusqu'à l'enceinte fortifiée de Lille, approximativement à l'emplacement de l'actuel square Dutilleul, par le Fourchon ou Arbonnoise, un des deux bras primitifs de la Deûle. Son cours situé entre l'actuelle rue Nationale et le boulevard Vauban passait par la Fontaine del Saulx, lieu mythique où le géant Lydéric aurait été recueilli nouveau-né par un ermite. Une rue conserve la mémoire de cette fontaine[2],[3].

- le canal Vauban creusé en 1669 d'Esquermes à la Citadelle (aux environs de l'ancien port Vauban ou de la rue d'Armentières) était situé à l'est de l'actuelle place du Maréchal-Leclerc et correspondait ensuite approximativement au tracé des rues Auber et du Sabot. Ce canal détournant la plus grande partie des eaux de l'Arbonnoise a fortement asséché le Fourchon entraînant la disparition de moulins, dont celui de la fontaine del Saux, qui n'étaient plus alimentés[4].

Ce canal ainsi que celui des Stations ont contribué à l'assèchement de la zone marécageuse qui s'étendait entre l'actuelle rue Nationale et l'actuel port de Lille facilitant sa viabilisation et son urbanisation après 1860.
Ces cours d'eau furent recouverts ou intégrés dans le réseau d'égouts au cours des années 1860 jusqu'à la fin du XIXe siècle à la suite de l'agrandissement de la ville de Lille.
Une digue construite en 1669 s’étendait approximativement de l'emplacement de l'actuelle place Richebé jusqu'à l’angle de la rue d’Armentières et de la rue de la Digue dont le nom conserve le souvenir. Cette digue destinée à protéger les fortifications par une zone inondable de ce côté de la ville était une promenade très appréciée.

### Le faubourg de la Barre et le territoire du futur quartier Vauban
Le faubourg de la Barre se développe au XIXe siècle par des activités principalement liées à la présence de l'eau (blanchisseries) et au trafic fluvial (marchands de bois, constructeurs de bateaux). Le quartier attire également des rentiers rue Colbert.
Sa population d'environ 600 habitants en 1783 (150 maisons), s'élève  à 1 012 habitants en 1806, 1 425 en 1831, 2 858 en 1851.

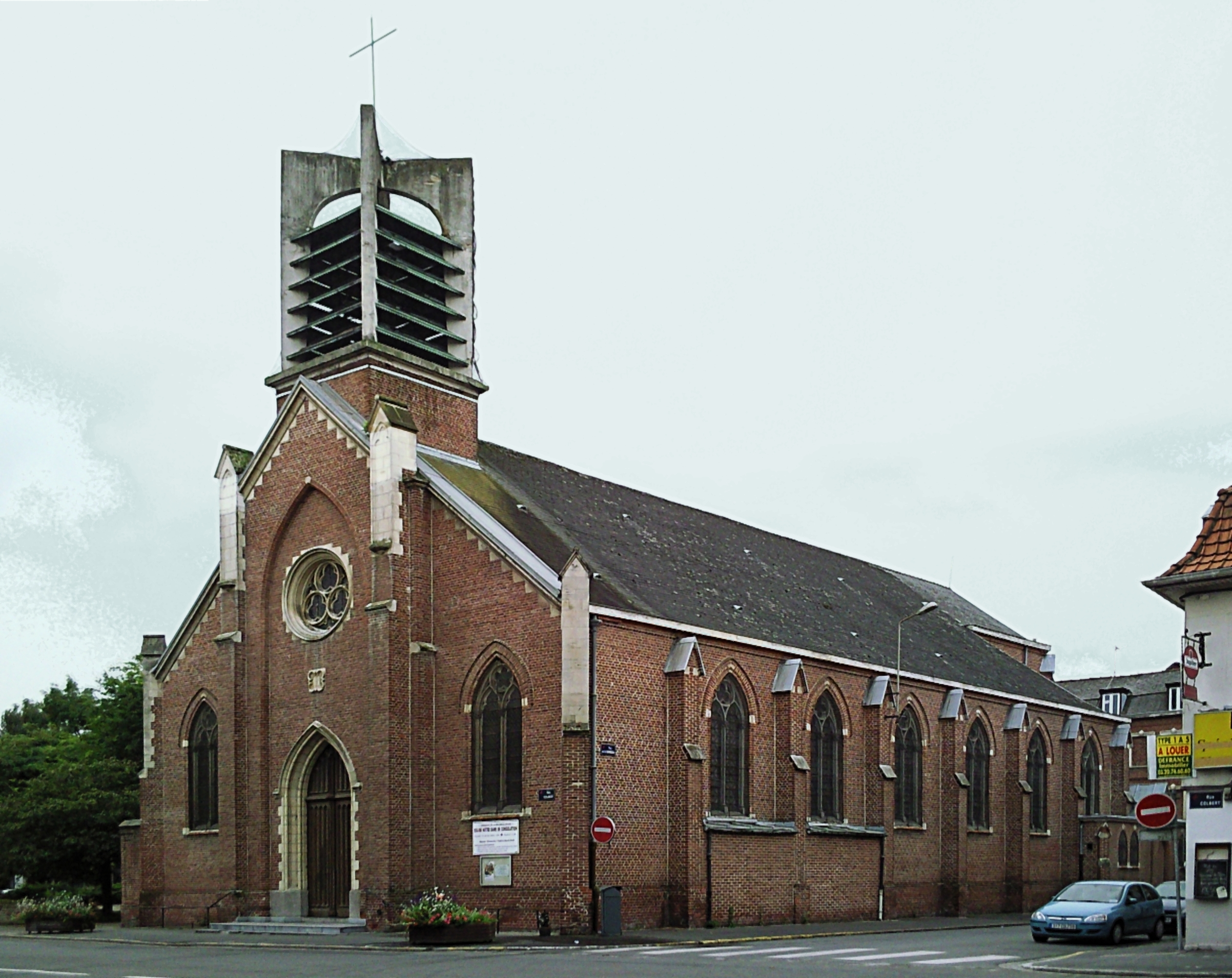
église Notre-Dame de Consolation

Le faubourg demanda en 1848 son autonomie suivant l'exemple de la commune de Moulins qui s'était séparée de Wazemmes en 1833. Cette demande fut refusée par le Ministre de l'intérieur. Une nouvelle paroisse fut cependant créée avec l'église Notre-Dame-de-Consolation construite en 1856 et la rue Colbert fut ouverte pour établir une communication directe avec le centre de Wazemmes   .
L'ouverture de cette église en 1856 est à l'origine de l'annexion des communes périphériques à la ville de Lille.
L'autorité militaire ayant reproché à la commune de Wazemmes l’empiétement des marches du portail sur la zone fortifiée inconstructible, le maire Casimir-Edmond Mourmant se déplaça au ministère de la Guerre où son interlocuteur, le colonel Magnien, suggèra le déplacement de l'enceinte : « Si vos fortifications vous gênent jetez-les bas !. » Cette proposition mise à l'étude se conclut par la décision de 1858.
La déviation du canal de la Moyenne Deûle en 1865 à proximité de la Citadelle et la création du jardin Vauban entre l’ancien et le nouveau cours ont fait presque totalement disparaître le Faubourg de la Barre. Il ne reste de cet ancien quartier que quelques maisons entre l'avenue Léon-Jouhaux et le jardin Vauban.
L’aménagement du port Vauban amorcé en 1854 peu avant l’annexion de Wazemmes fut réalisé par la ville de Lille à partir de 1862.
Jusqu’à la rectification du tracé de la Deûle établissant un parcours direct entre la rue d'Armentières et le pont de la Barre, les péniches pénétraient à Lille en passant par une porte d'eau communiquant avec le bassin du Wault. Cette déviation mettant le port du Wault en impasse et la création du port Vauban ont déplacé l’activité portuaire au sud de ce nouveau port près de l’église Notre Dame de Consolation aux alentours de laquelle s’est établi un petit quartier ouvrier dans les années 1860 et 1870. Le port Vauban relié à la gare Saint-Sauveur par une voie de desserte ferroviaire ferme en 1983 à la suite de la montée en puissance du nouveau port de Lille.
Le quartier Vauban s’étend en grande partie sur un ancien territoire marécageux, lacis aquatique du Fourchon, un des bras de la Deûle en aval de l’Arbonnoise,  jusqu’à la partie des fortifications au sud-est de l’ancienne porte de la Barre démantelées après 1858 avec l’ensemble des ouvrages militaires avancés : redoutes et digue  délimitant une zone inondable à l’emplacement de laquelle fut tracée la rue Solférino.
Bien que la canalisation de la Deûle à partir du XIIIe siècle et la création des canaux des Stations en 1565 et Vauban en 1699  aient contribué à assainir partiellement  le territoire du futur quartier Vauban en captant la plus grande partie des eaux de l’Arbonnoise en aval d’Esquermes, l'espace à l'ouest de l'actuelle rue Nationale était resté très humide et peu construit  jusqu’à son intégration dans la ville de Lille sous le Second Empire.
La démolition des anciennes fortifications, des ouvrages annexes et la création d’une trame de nouvelles voies (boulevard Vauban, rue Nationale, rue du Port, rue Auber, rue Solférino etc.)  et de vastes places (du Maréchal-Leclerc, Cormontaigne, de Strasbourg, des Halles-Centrales) constituent des aménagements réalisés par la ville pour l'essentiel de 1860 à 1873. Ces travaux ont été suivis au cours des décennies suivantes par le remblaiement ou la couverture des anciens canaux et par l’aménagement de réseaux d’égouts et d’adduction d’eau .
Cet assainissement fut assez lent : le canal Vauban ne fut couvert qu'en 1876, le canal des stations en 1883. En 1909, l’ancien lit du Fourchon entre la place du Général-Leclerc et la rue Colson n’était encore remblayé qu’en partie.
L’urbanisation de cet espace fut très progressive. En 1881, la place de Tourcoing (actuelle place du Maréchal-Leclerc) était bordée d’une seule construction.

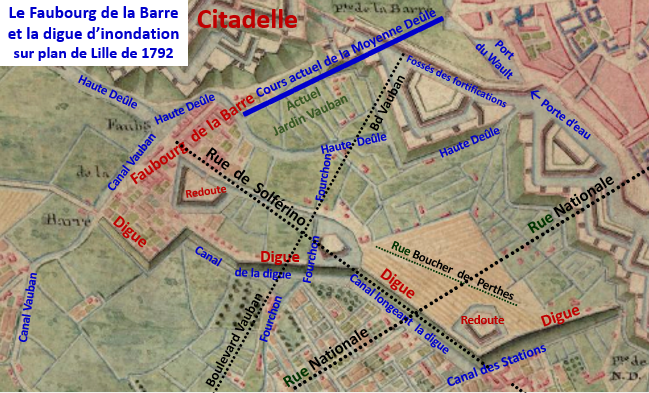
La digue et le faubourg de la Barre en 1792
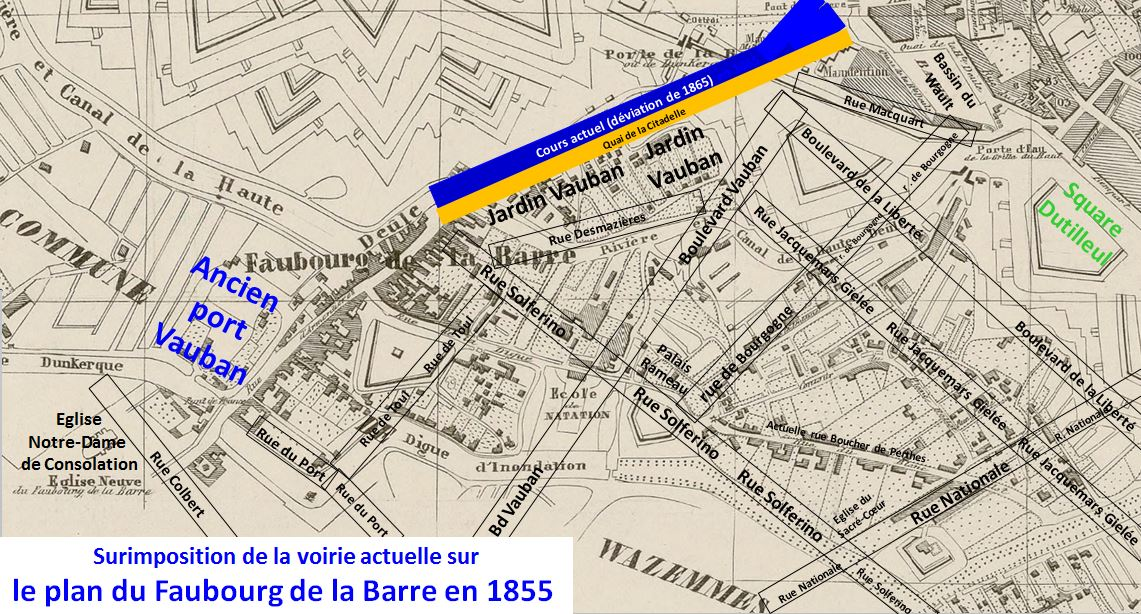
Faubourg de la Barre en 1855 avec surimposition des principales voies actuelles et de la Deûle après 1865
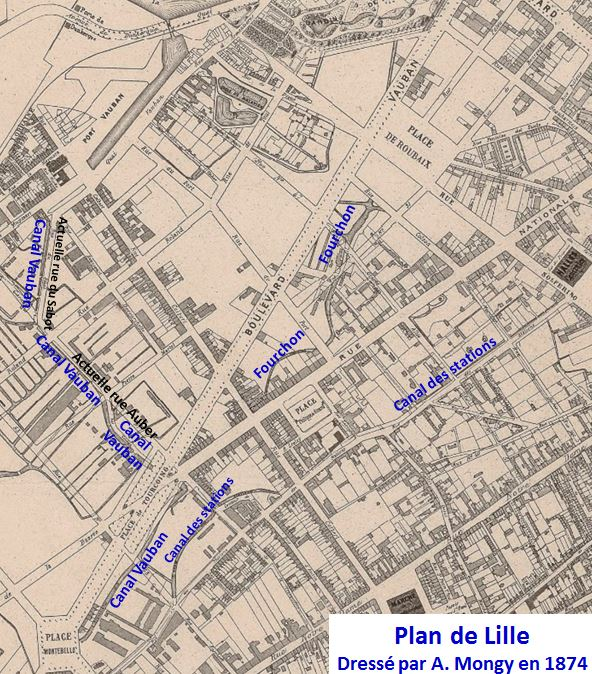
Plan de Wazemmes-Vauban en 1874 (extrait du plan de Lille établi par Alfred Mongy)

Du début du XVIIIe siècle (après les travaux de Vauban qui ont suivi la conquête de Lille par Louis XIV) jusqu'au milieu du XIXe siècle avant l'annexion des communes périphériques, le territoire de l'actuel quartier Vauban avait peu évolué en un siècle et demi. Le réseau de voirie actuel s'est constitué essentiellement dans les années 1860. Cependant, le quartier était encore peu construit en 1874 et les cours d'eau (Fourchon, canal Vauban, canal des Stations) pour la plupart non encore asséchés.

### Annexion des communes d'Esquermes et de Wazemmes à la ville de Lille
Les communes d'Esquermes et de Wazemmes ont été annexées à Lille par décret impérial le 13 octobre 1858 avec Fives et Moulins. À la suite de cette annexion, l'enceinte fortifiée de Lille qui était située au nord de Wazemmes a été déplacée au début des années 1860 pour englober l'ancienne commune ainsi que celles d'Esquermes et de Moulins-Lille.
En 1858, le territoire d'Esquermes et du faubourg de la Barre était moins urbanisé que celui de Moulins et de la partie centrale de Wazemmes où de nombreux établissements industriels s'étaient implantés depuis les années 1830. Sur cet espace peu construit, une trame de voies nouvelles est tracée dans les années 1860, boulevard Vauban, rue Nationale, rue Solférino, rue Jacquemars-Gielée, rue d'Isly, etc. 
Les espaces disponibles permettent l'établissement de l'université catholique en 1875 sur le campus universitaire Vauban.
Vauban et Esquermes sont finalement réunis en 1978.

## Vauban-Esquermes auXXIesiècle

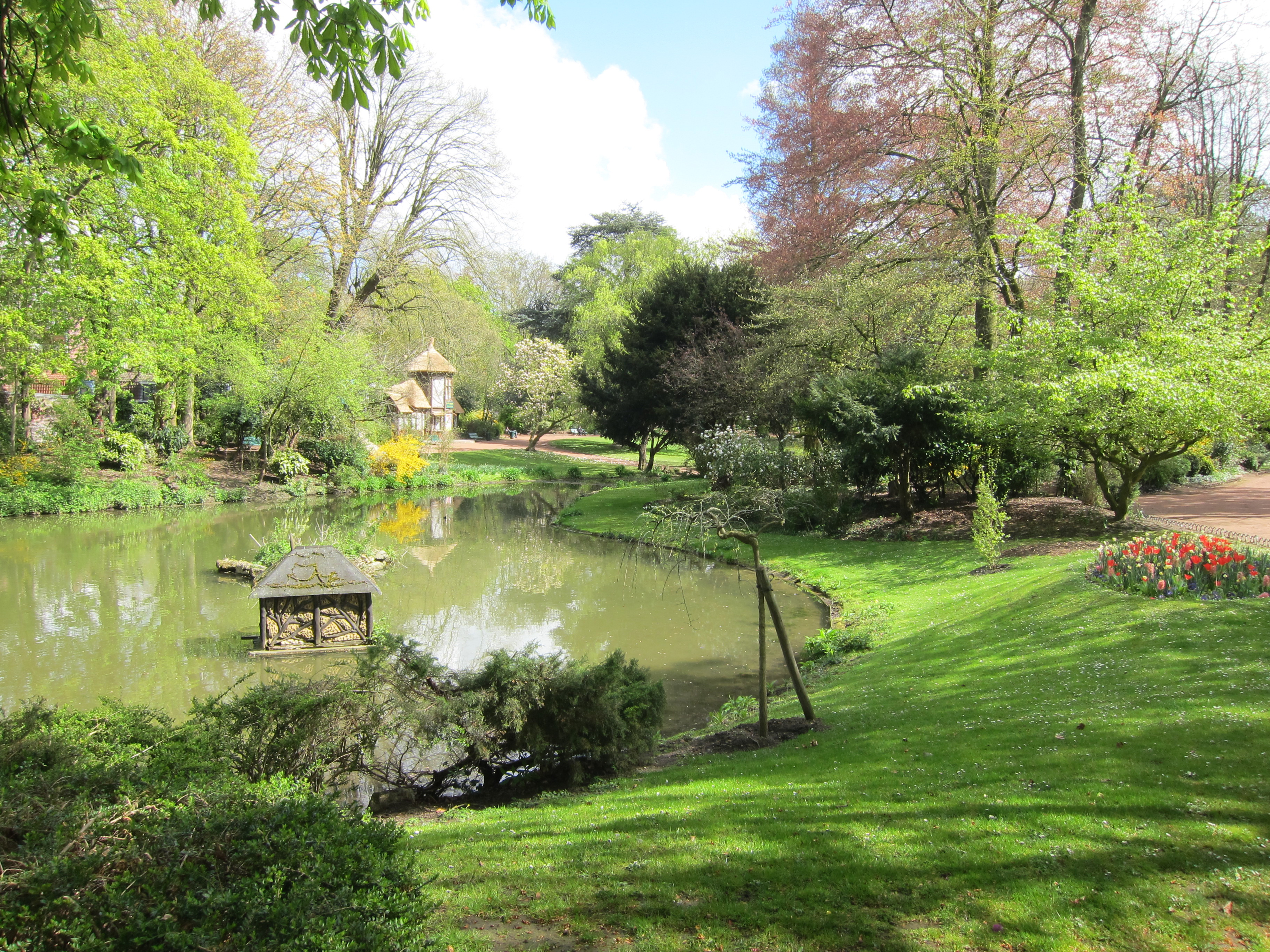
Jardin Vauban. En arrière-plan, Le P'tit Jacques, théâtre de marionnettes et ancienne laiterie.

Vauban-Esquermes est aéré avec de larges voies et de grands espaces verts mais il n'a pas véritablement de centre d'animation.
Sur 11 000 logements, 6 000 sont antérieurs à 1975, en majorité maisons de ville ou petites copropriétés en front de rue.
Le quartier est particulièrement jeune avec une proportion de 16-24 ans de 42,9 % (22,2 % à Lille) au détriment de toutes les autres classes d'âges sous-représentées, ce qui est dû à la présence d'environ 4 500 à 5 000 étudiants résidents, la plupart de l'Université catholique.
Les cadres sont surreprésentés (30,5 % de la population active, 20,5 % pour l'ensemble de la ville de Lille) ainsi que les professions intermédiaires (23,9 %, 19,6 % à Lille)
Vauban-Esquermes est classé par l'INSEE dans la catégorie des quartiers mixtes avec une distinction entre le Nord, Vauban, plus cossu et le sud, Esquermes, plus mélangé.
L'habitat et l'environnement sont dans l'ensemble de bonne qualité.

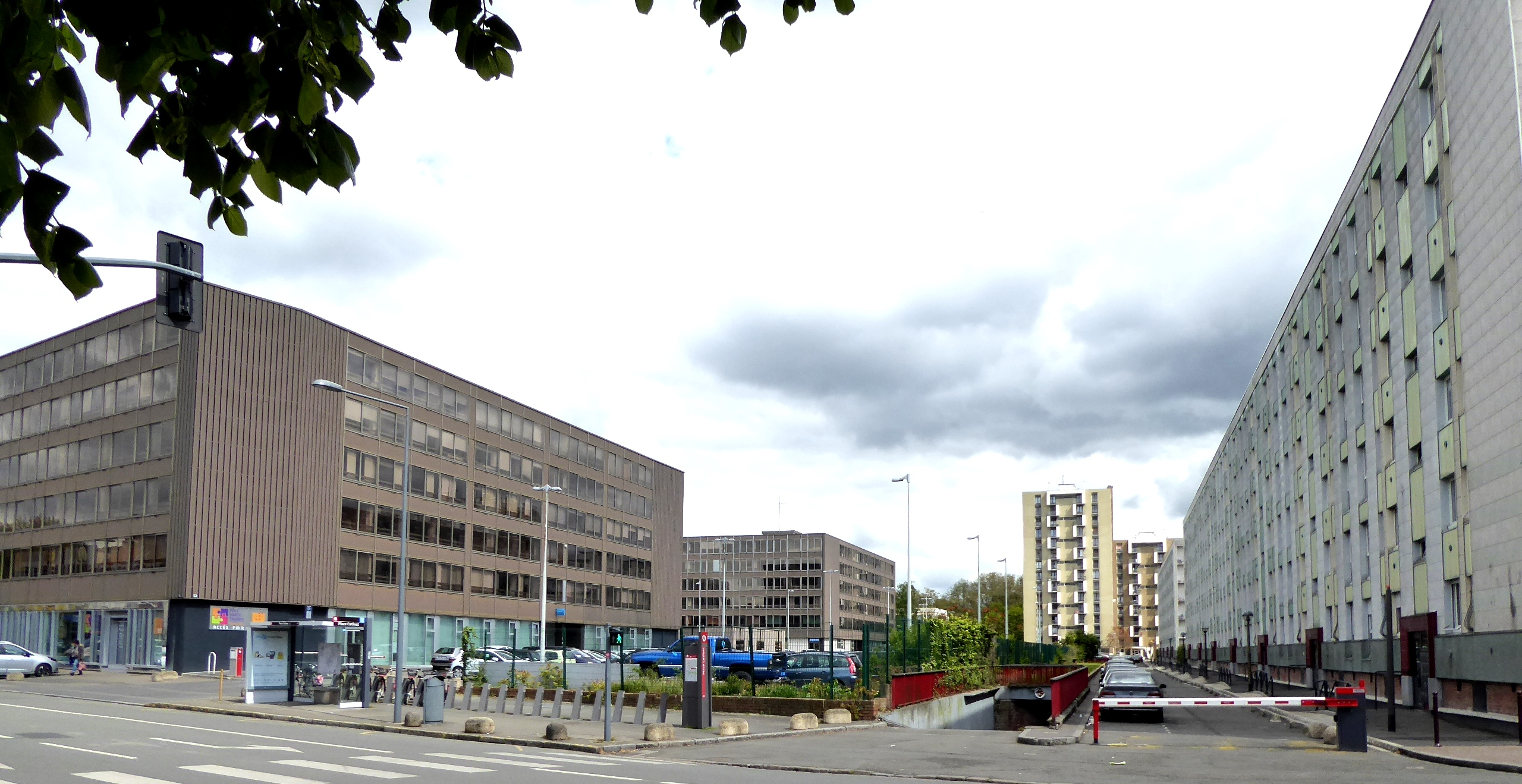
L'ancien Port Vauban en 2017

Il existe cependant quelques secteurs plus dégradés, anciennes maisons ouvrières et plusieurs courées dans les environs de la place Catinat et, à Esquermes, autour de la rue de Canteleu, parmi lesquelles la « Cité Pottier », une courée arborée représentant un habitat typique traditionnel composé de maisons ouvrières construites à la fin du XIXe siècle et réhabilitées dans les années 1980.
Le quartier a perdu son activité industrielle et les sites des anciennes usines ont été réaffectés en immeubles d’habitation.
Le port Vauban remplacé par le nouveau port de Lille a fermé en 1961. La voie ferrée de ceinture qui le reliait à la gare Saint-Sauveur est remplacée en 1983 par une liaison du port fluvial à la gare de triage de Lille-Délivrance . Les bassins du Port-Vauban ont été comblés. Des immeubles d'activités tertiaires et des logements sociaux ont été construits à son emplacement.
Quelques anciens hôtels particuliers ont été remplacés par des immeubles mais le  quartier conserve un patrimoine architectural intéressant de styles divers de 1860 à 1940.
Les constructions antérieures à 1860 sont rares dans le quartier Vauban peu construit avant l'extension de Lille de 1858, l'ancien faubourg de la Barre ayant, par ailleurs, presque totalement disparu.
Les bâtiments anciens sont plus nombreux à Esquermes où des vestiges de l'ancien village sont visibles : anciennes fermes rue d'Esquermes et anciennes maisons rurales rue Delezenne.

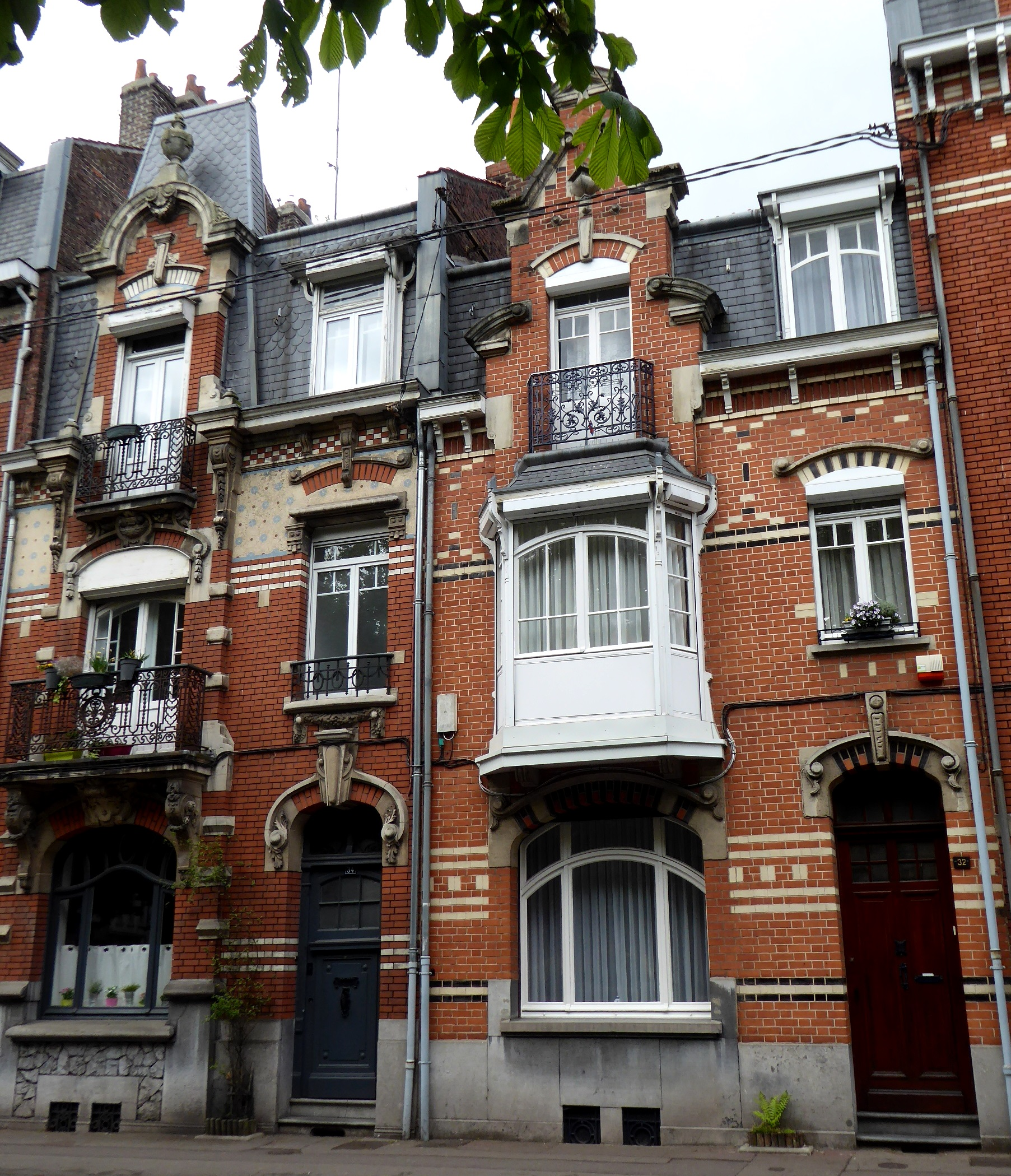
Maisons de style éclectique rue d'Isly
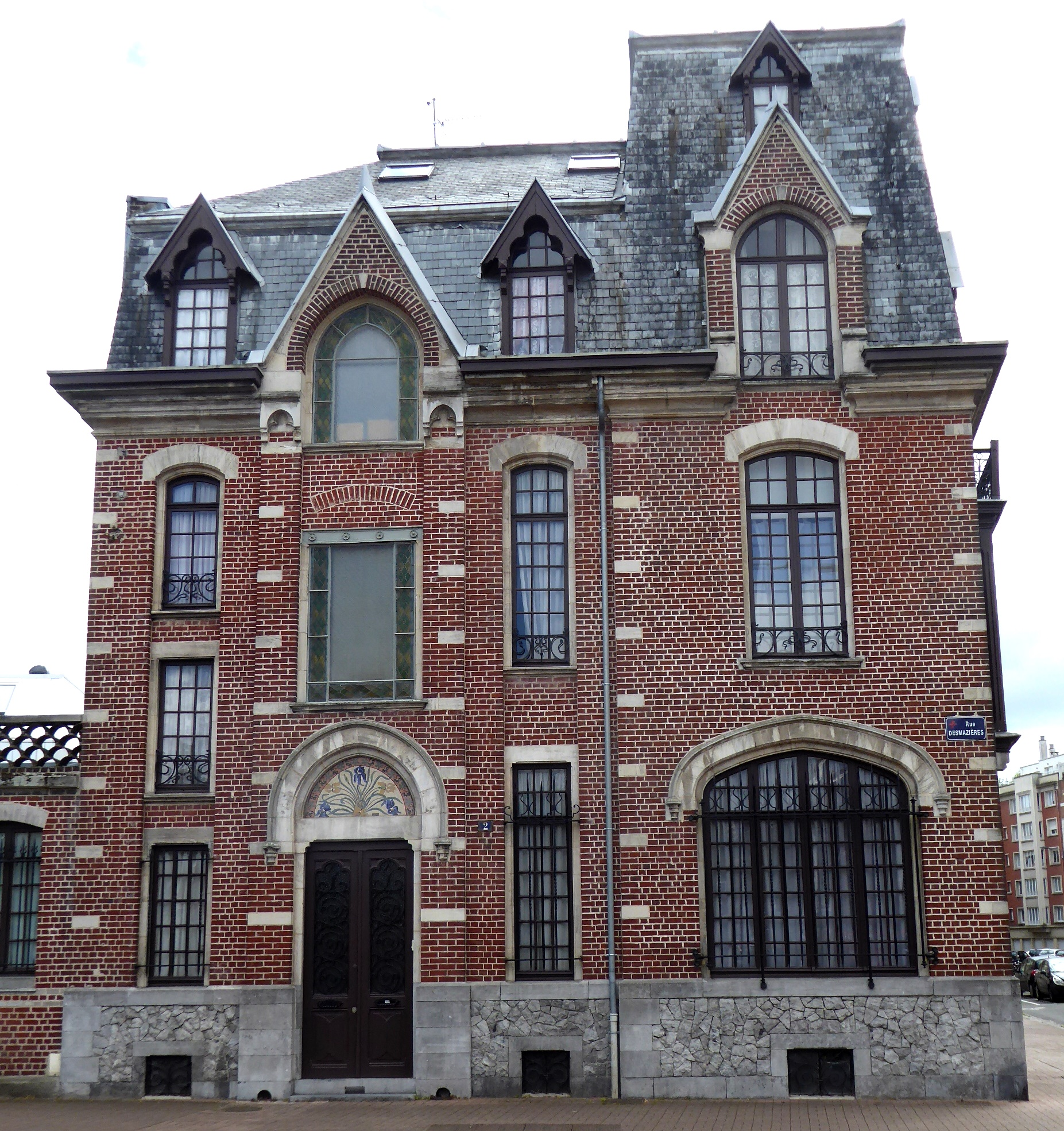
Maison de maître à l’angle des rues Demazières et Solferino
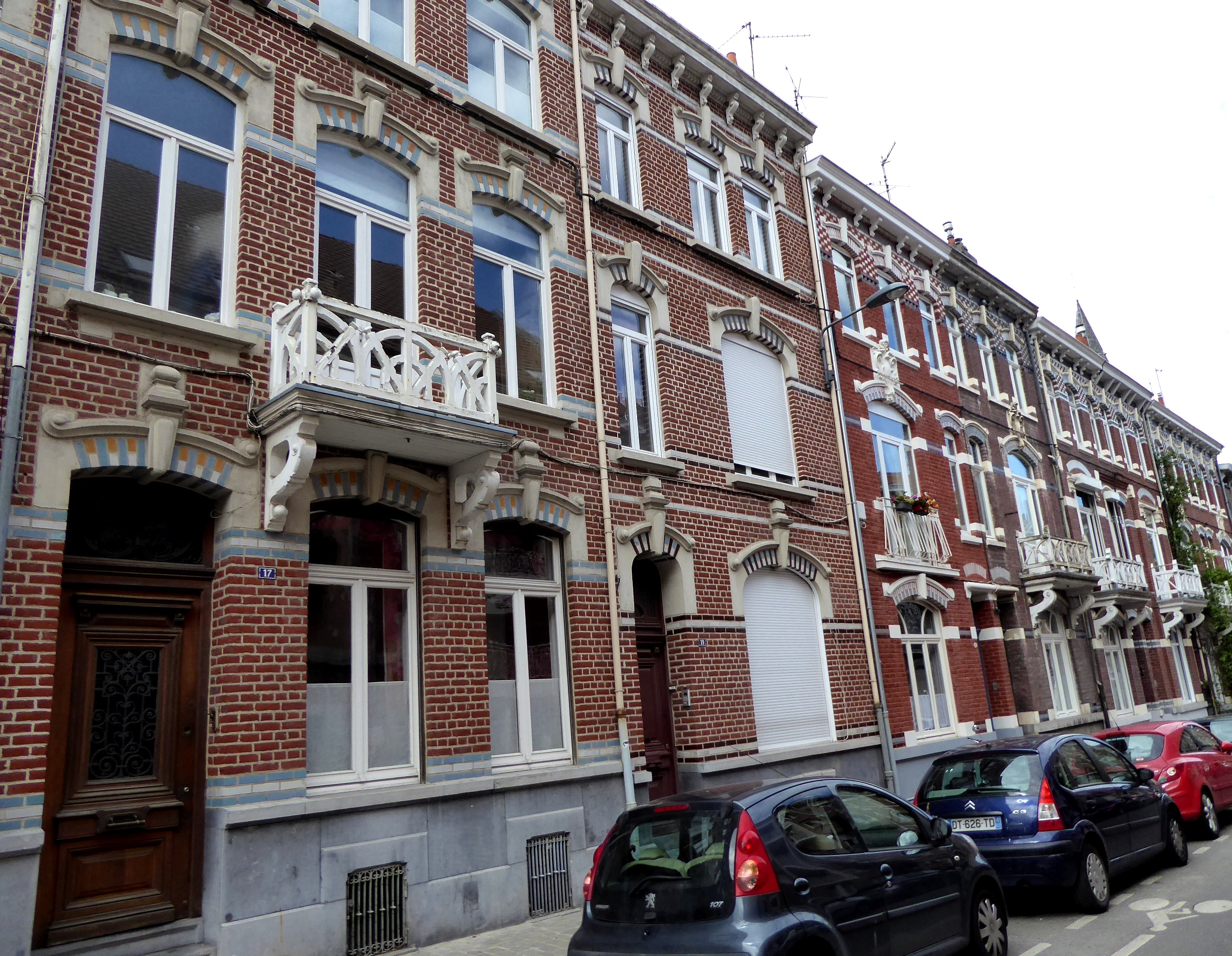
Maisons rue Virginie Ghesquière
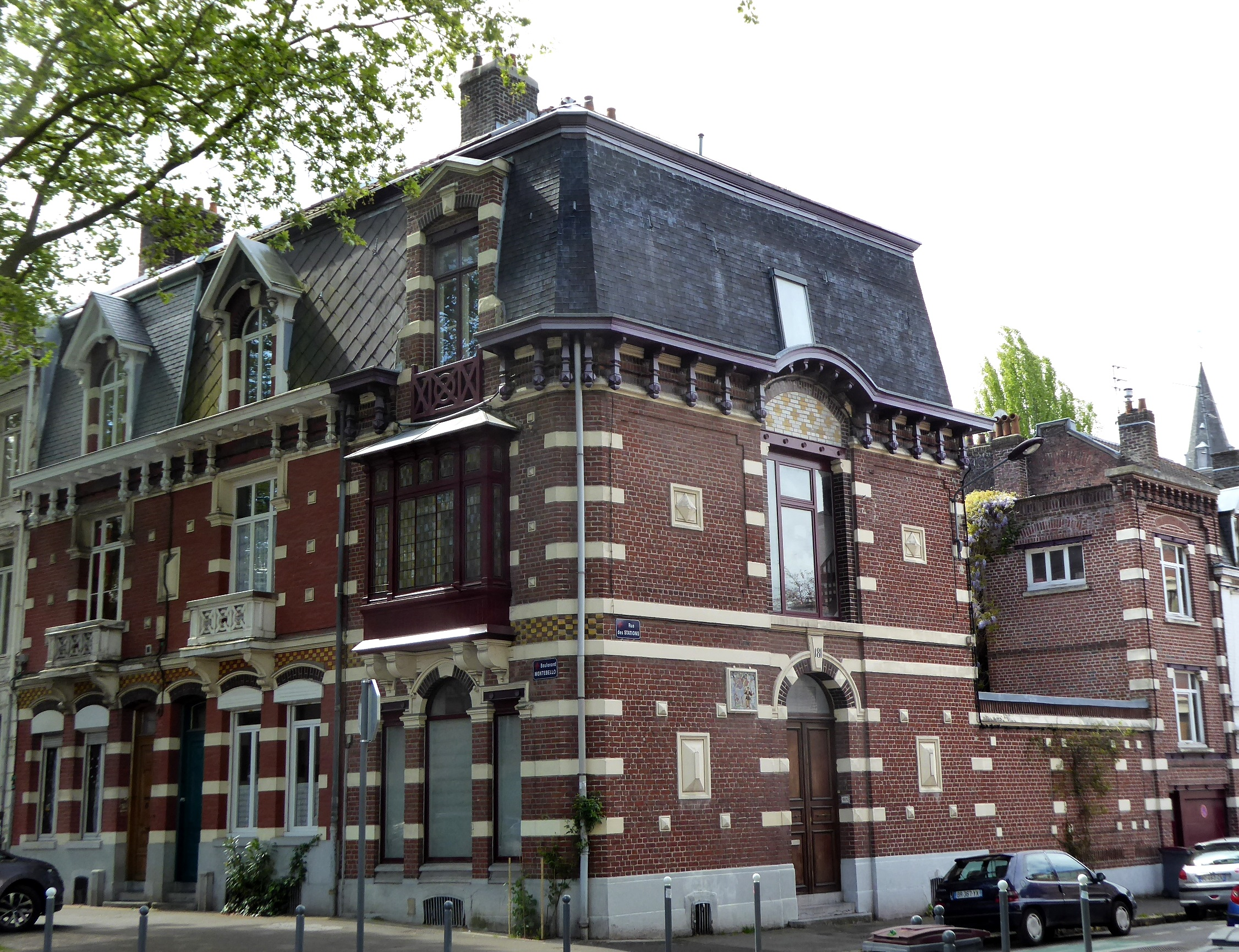
Maison de maître à l’angle de la rue des Stations et du boulevard Montebello
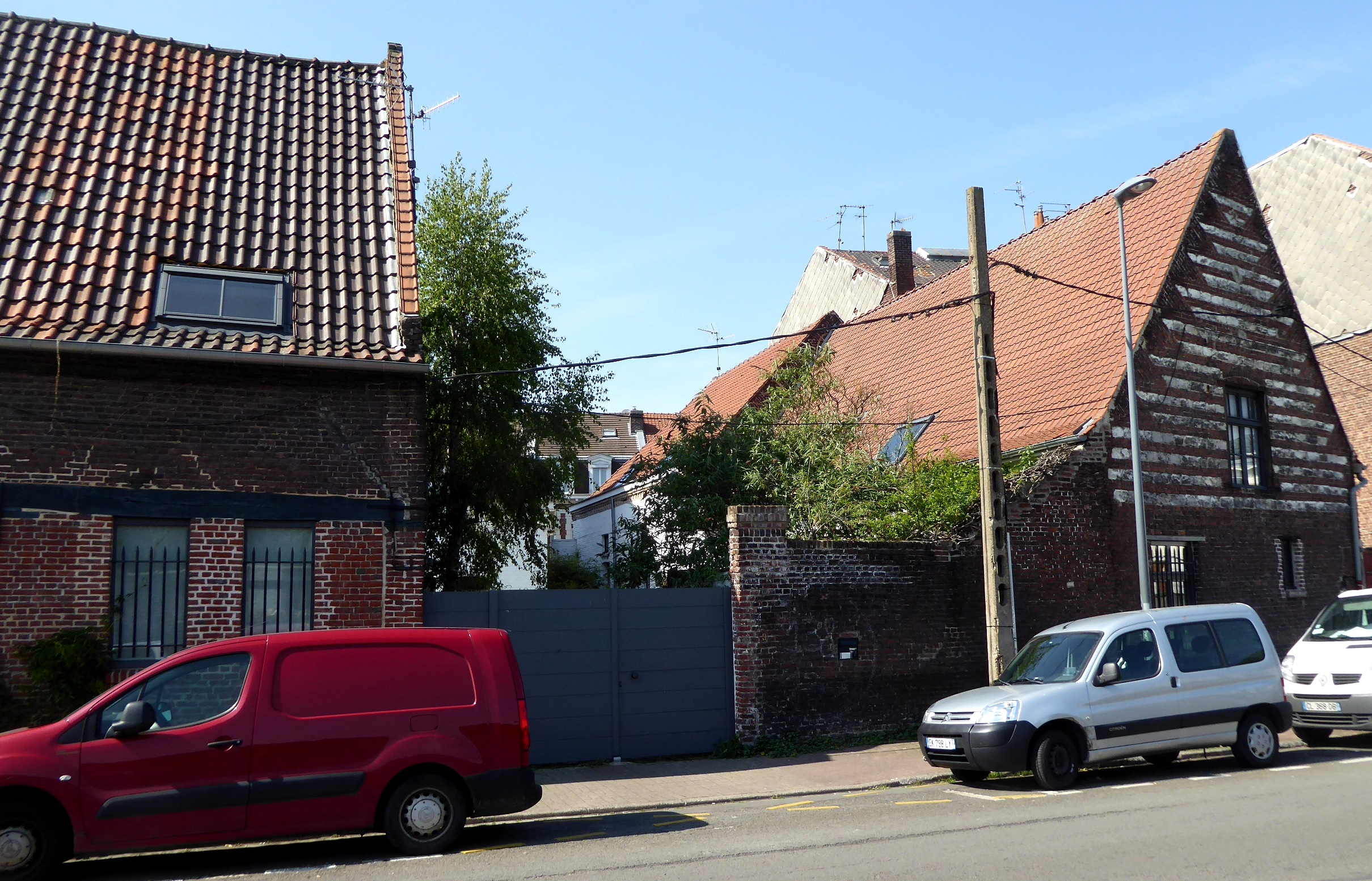
ancienne ferme rue d'Esquermes
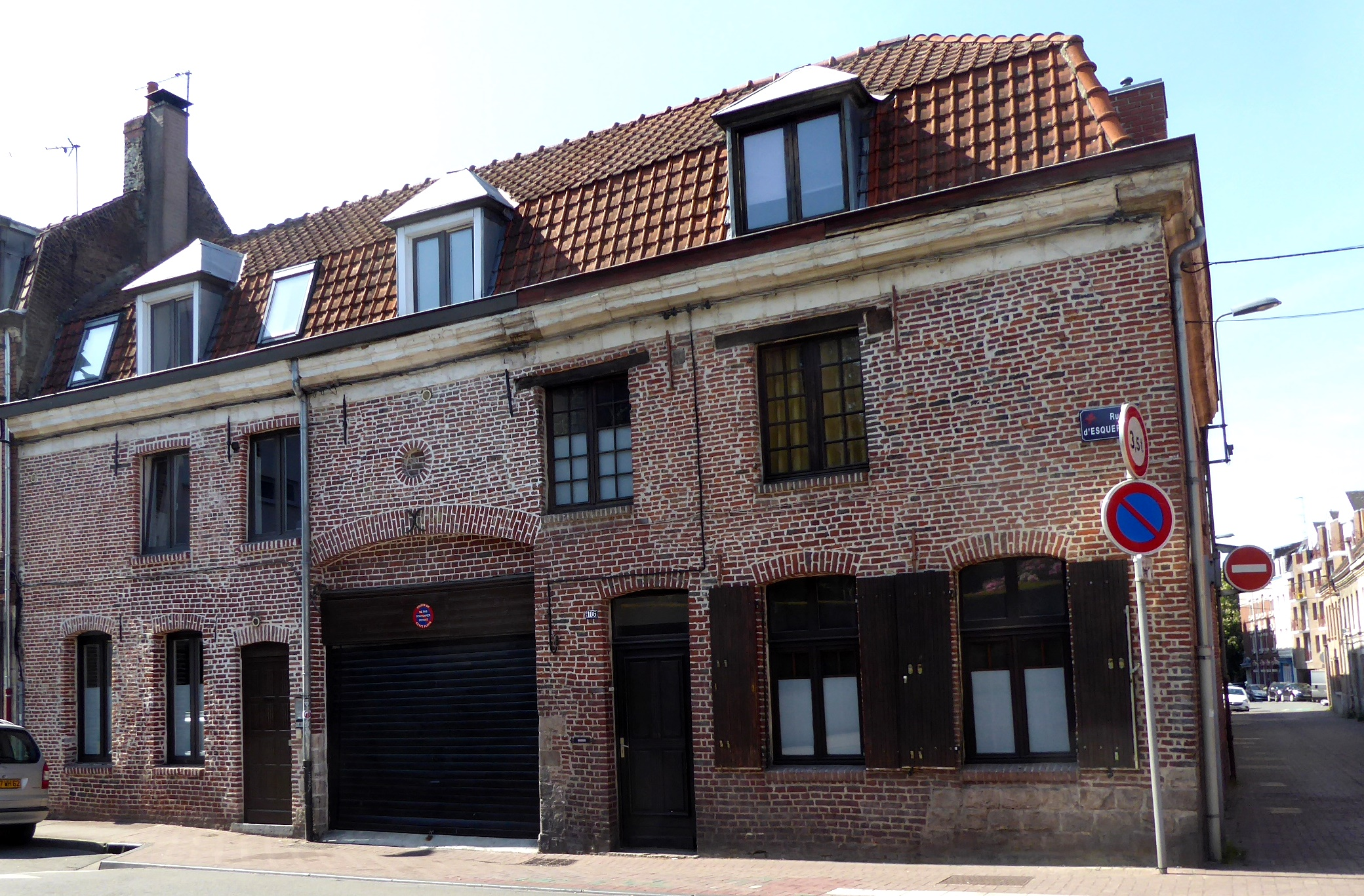
Rue d'Esquermes-angle rue Delezenne : ancienne ferme
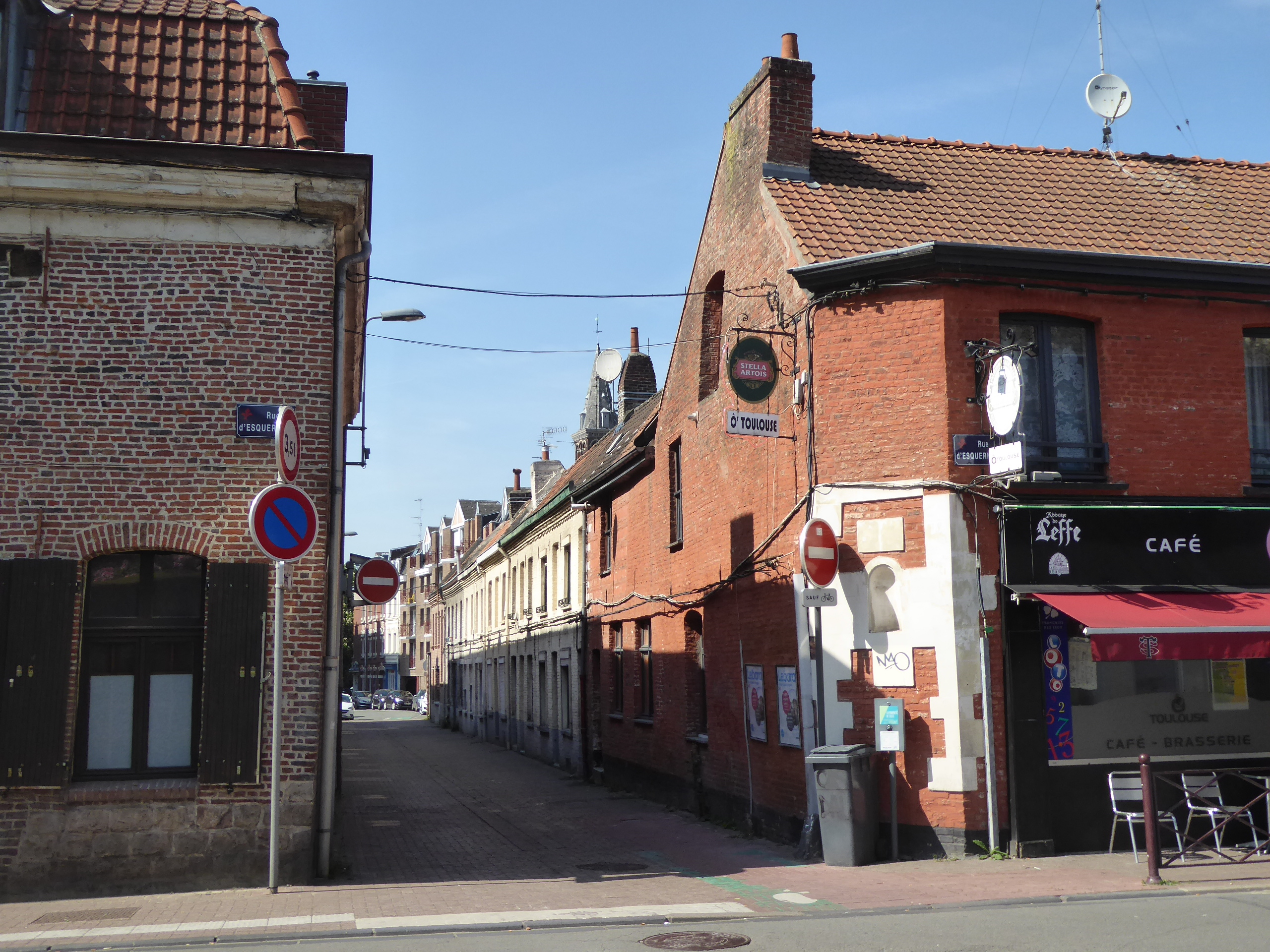
Rue Delezenne vue de la rue d'Esquermes
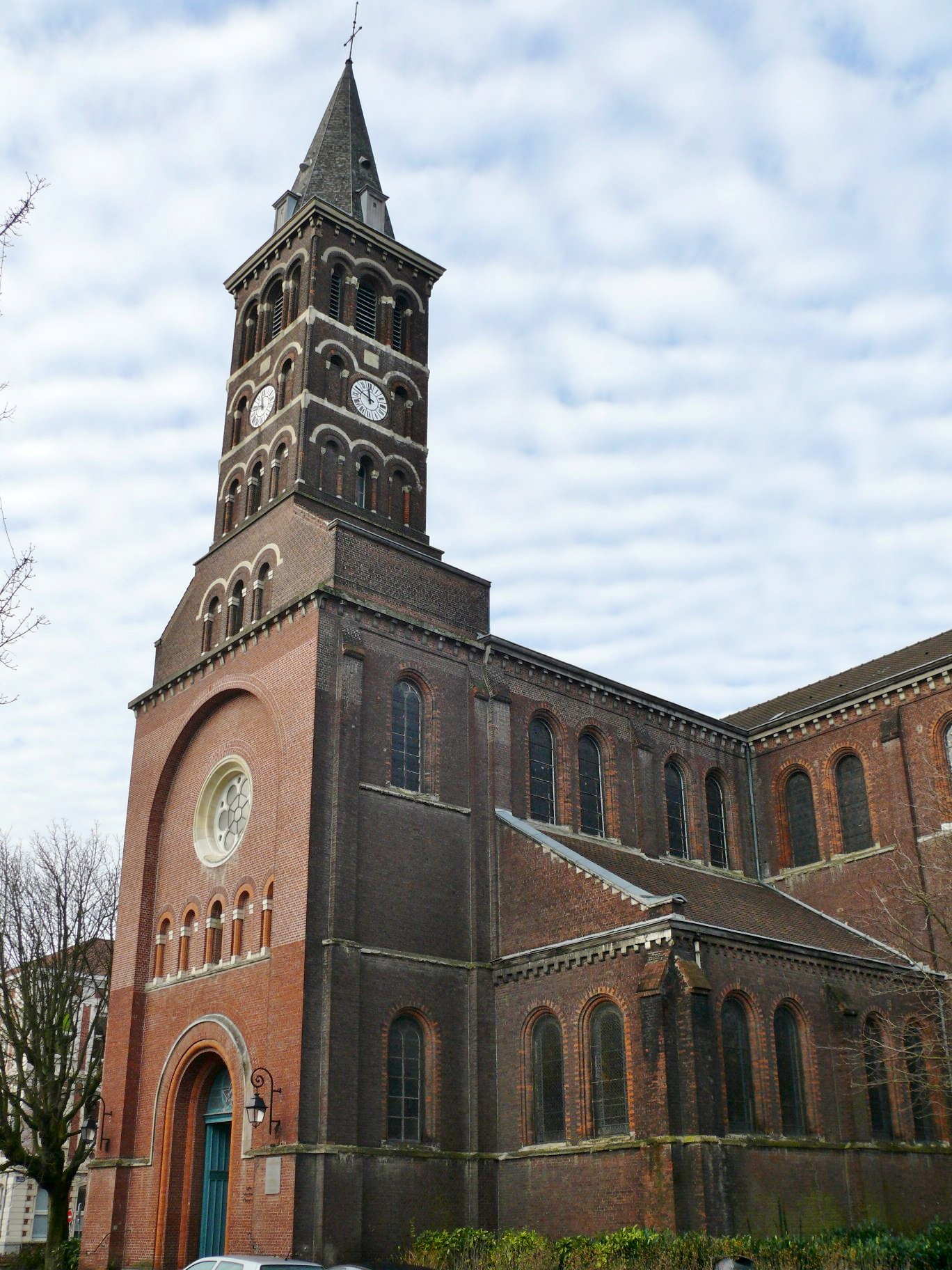
Église Saint-Martin d'Esquermes